# Las Vertientes (Córdoba)
Las Vertientes es una localidad ubicada en el departamento Río Cuarto, provincia de Córdoba, Argentina.
Se encuentra situada en el sur del departamento y se puede llegar a través de la RN 8 aproximadamente a 24 km de la ciudad de Río Cuarto, y a 250 km aproximadamente de la Córdoba.
La principal actividad económica es la agricultura y la ganadería.
Esta localidad es muy visitada por los mendocinos.

## Población
Cuenta con 985 habitantes (Indec, 2022), lo que representa un leve incremento del 22% frente a los 766 habitantes (Indec, 2010) del censo anterior.
| Gráfica de evolución demográfica de Las Vertientes entre 1991 y 2022 |
|                                                                      |
| Fuente de los Censos Nacionales del INDEC                            |

## Historia
Antiguamente a la localidad de Las Vertientes se la llamaba "Los Jagüeles". El actual paraje situado al sur de la mencionada localidad, se llamaba por entonces Las Vertientes. Posteriormente se produjo el cambio con la denominación que se le conoce en la actualidad.
Debido a los múltiples documentos hallados en los archivos de Córdoba y en las parroquias de la zona, Las Vertientes tiene una fecha fundacional; la que se pudo establecer el 2 de febrero de 1840.
Estas tierras fueron dominios de las naciones originarias y desde los comienzos de siglo XIX ya se las conocía como Campo de los Jagüeles, de acuerdo a los antecedentes encontrados que datan de 1820. En el año 1820, el gobernador de Córdoba, Juan Bautista Bustos, otorga una merced de tierra a su cuñado, Benito Maure, que comprendía todo Campo de los Jagüeles. Las tierras fueron otorgadas en razón de los servicios que había prestado este hombre a la patria, y las conservó hasta 1828. El 17 de noviembre de ese año, el Coronel Benito Maure vende las tierras a Pedro Guerra. Posterior y consecutivamente, en las fechas 28 de marzo de 1870, 31 de diciembre de 1871 y 26 de junio de 1872, Ambrosio Olmos compra Campo de los Jagüeles. Ya dueño de estas tierras, por el año 1886, funda una colonia dentro de Campo de los Jagüeles con el nombre de Colonia Loma Redonda.
En el año 1934 la viuda y heredera de Ambrosio Olmos, Adelia María Harislao de Olmos, vende estas tierras a Mauro Herlitzka y Sofía Charpentier de Herlitzka. En el año 1937, Harislao de Olmos cambia el nombre de la estación de ferrocarril, la cual pasa a llamarse Las Vertientes, mientras que el pueblo continúa llamándose Los Jagüeles. Hasta las elecciones nacionales para constituyentes del año 1994, en el Registro Electoral de la Nación figura como "Circuito electoral 182 Los Jagüeles". En el año 1968 al crearse la Municipalidad, recién el pueblo toma el nombre de la estación de ferrocarril: Las Vertientes.

## Parroquias de la Iglesia católica en Las Vertientes
| Diócesis  | Villa de la Concepción del Río Cuarto |
| --------- | ------------------------------------- |
| Parroquia | Santa Rosa de Lima                    |